# パウピージ
パウピージ（イタリア語: Paupisi）は、イタリア共和国カンパニア州ベネヴェント県にある、人口約1,600人の基礎自治体（コムーネ）。

## 地理

### 位置・広がり
ベネヴェント県のコムーネ。県都ベネヴェントから北西へ12kmの距離にある。

#### 隣接コムーネ
隣接するコムーネは以下の通り。
- ポンテ
- サン・ロレンツォ・マッジョーレ
- トッレクーゾ
- ヴィトゥラーノ

## 行政

### 分離集落
パウピージには、以下の分離集落（フラツィオーネ）がある。
- Mandarisi, Pagani, San Pietro La Difesa